# Parker (Arizona)
Parker é uma vila localizada no estado americano do Arizona, no condado de La Paz, do qual é sede. Foi incorporada em 1948.

## Geografia
De acordo com o United States Census Bureau, a vila tem uma área de 56,95 km², onde 56,9 km² estão cobertos por terra e 0,05 km² por água.

### Localidades na vizinhança
O diagrama seguinte representa as localidades num raio de 40 km ao redor de Parker.

## Demografia
Segundo o censo nacional de 2010, a sua população é de 3 083 habitantes e sua densidade populacional é de 54,2 hab/km². Possui 1 098 residências, que resulta em uma densidade de 19,3 residências/km².